# Maria Morzuch
Maria Morzuch – polska historyczka sztuki i kuratorka. W latach 1979–2020 kuratorka w Muzeum Sztuki w Łodzi, wieloletnia kuratorka Nagrody im. Katarzyny Kobro, jurorka Konkursu im. Władysława Strzemińskiego na Akademii Sztuk Pięknych w Łodzi, członkini International Council of Museums. 

## Życiorys
Od początku pracy w Muzeum Sztuki zaangażowała się w realizację pokazów promujących polską sztukę za granicą, m.in. na wystawach w Glasgow (1988), Lyonie (1992), Eindhoven (1994) czy Gwangju i Seulu (1996). W latach 80. była autorką wystaw sztuki współczesnej, z udziałem twórczości młodych, dopiero rozpoczynających swoją działalność artystów i artystek. 
Była zaangażowana w działalność na rzecz rozwoju polskiego muzealnictwa i wystawiennictwa oraz łódzkiego i ogólnopolskiego środowiska artystycznego. Dzięki jej wiedzy i staraniom w zbiorach Muzeum Sztuki w Łodzi pojawiły się np. wczesne prace Mirosława Bałki czy Marty Krześlak, prace Włodzimierza Pawlaka, Magdaleny Moskwy, Daniela Rychalskiego czy Elżbiety Jabłońskiej. Redagowała książki na temat polskiej sztuki współczesnej, takie jak: Ewa Partum. Nic nie zatrzyma idei sztuki czy Miraże Józefa R.

## Kuratorka wystaw
- Marek Chlanda. Rzeźby, reliefy, rysunki (1985)
- Boyle Family. Świat malarski rodziny Boyle (1987)
- Günther Uecker. Nowe dzieła (1989), razem z Urlichem Krempelem
- Tomasz Ciecierski. Malarstwo i rysunek (1990)
- Krzysztof Wodiczko (1992)
- Magdalena Abakanowicz. Architektura aborealna. Idea-Koncepcja-Projekt (1994)
- Mirosław Bałka. Rampa (1994), we współpracy z Agnieszką Skalską, Selmą Klein Essink, Monique Verhulst
- Władysław Strzemiński. Powidoki (2005)
- Kamil Kuskowski. Muzeum (2005)
- Miraże Józefa R. (2007), razem z Józefem Robakowskim
- Dla was / For You (2012), razem z Jarosławem Lubiakiem
- Ewa Partum. Nic nie zatrzyma idei sztuki (2014)
- Magdalena Moskwa. Nomana (2015)
- Mirosław Bałka: Nerw. Konstrukcja (2015), razem z Katarzyną Redzisz
- Dom Mody Limanka. Nowa Kolekcja (2019)
- Płonący dom. Wybór z kolekcji Antoine'a de Galberta (2020)
- Sygnatury (2022)
- Próba całości. Nagroda im. Katarzyny Kobro (2024)[5]

## Wyróżnienia
- 2024: Złoty Medal „Zasłużony Kulturze Gloria Artis”[1].